# Командный чемпионат СССР по шахматной композиции 1981/1982
Чемпионат СССР по шахматной композиции 1981—1982 — 11-й командный чемпионат.
Проводился по тем же разделам и тем же числом досок. Участники — 12 команд; 222 задачи и этюда 95 авторов. Зачётных композиций — 96. Победитель — команда Москвы (111 балла из 150). Судьи: Рухлис и Сушков (двухходовки), Драйска и Ю. Маркер (трёхходовки), М. Кузнецов и Марандюк (многоходовки), Надареишвили и Максимовских (этюды), Гебельт (кооперативные маты), Владимиров (обратные маты).
Составы команд-победительниц:
1. Москва — Банный, Загоруйко, Калинин, Копаев, Кралин, Ан. Кузнецов, Лизунов, Лобусов, К. Марков, Б. Рывкин, К. Сумбатян, Чепижный;
2. Белоруссия — Гебельт, Двизов, Елостак, В. Резинкин, Г. Слепян, Сычёв, Л. Тамков, В. Титаников, Цырулик;
3. Украина-1 — Л. Капуста, Ф. Капустин, Л. Макаронец, Марандюк, Руденко, Сизоненко, В. Столяров, Чернявский, Шедей.

Победители по разделам:
- двухходовки — РСФСР — 44 балла из 60;
- трёхходовки — Украина-1 — 43;
- многоходовки — Украина-1 — 50½;
- этюды — Москва — 53;
- кооперативные и обратные маты — РСФСР — 38½.

## Таблица
| Команды     | Разделы, число досок и зачётных очков | Разделы, число досок и зачётных очков | Разделы, число досок и зачётных очков | Разделы, число досок и зачётных очков | Разделы, число досок и зачётных очков | Разделы, число досок и зачётных очков | Разделы, число досок и зачётных очков | Разделы, число досок и зачётных очков | Разделы, число досок и зачётных очков | Разделы, число досок и зачётных очков | Разделы, число досок и зачётных очков | Разделы, число досок и зачётных очков | Разделы, число досок и зачётных очков | Разделы, число досок и зачётных очков | Разделы, число досок и зачётных очков | Очки |
| Команды     | двухходовки                           | двухходовки                           |                                       | трёхходовки                           | трёхходовки                           |                                       | многоходовки                          | многоходовки                          |                                       | этюды                                 | этюды                                 |                                       | кооперативные маты                    |                                       | обратные маты                         | Очки |
| Команды     | 1                                     | 2                                     |                                       | 1                                     | 2                                     |                                       | 1                                     | 2                                     |                                       | 1                                     | 2                                     |                                       | 1                                     |                                       | 1                                     | Очки |
| ----------- | ------------------------------------- | ------------------------------------- | ------------------------------------- | ------------------------------------- | ------------------------------------- | ------------------------------------- | ------------------------------------- | ------------------------------------- | ------------------------------------- | ------------------------------------- | ------------------------------------- | ------------------------------------- | ------------------------------------- | ------------------------------------- | ------------------------------------- | ---- |
| Москва      | 12                                    | 7                                     |                                       | 12                                    | 12                                    |                                       | 14                                    | 0                                     |                                       | 15                                    | 15                                    |                                       | 15                                    |                                       | 9                                     | 111  |
| Украина-1   | 10                                    | 13                                    |                                       | 15                                    | 10                                    |                                       | 15                                    | 14                                    |                                       | 0                                     | 7                                     |                                       | 13                                    |                                       | 8                                     | 105  |
| Белоруссия  | 4                                     | 8                                     |                                       | 14                                    | 15                                    |                                       | 9½                                    | 15                                    |                                       | 6                                     | 12                                    |                                       | 12½                                   |                                       | 9                                     | 105  |
| РСФСР       | 12                                    | 14                                    |                                       | 9                                     | 12                                    |                                       | 2½                                    | 6½                                    |                                       | 14                                    | 13                                    |                                       | 13                                    |                                       | 7                                     | 103  |
| Молдавия    | 7                                     | 8                                     |                                       | 10                                    | 4                                     |                                       | 13                                    | 11                                    |                                       | 13                                    | 10                                    |                                       | 12½                                   |                                       | 6                                     | 94½  |
| Ленинград   | 9                                     | 15                                    |                                       | 7                                     | 14                                    |                                       | 10                                    | 6                                     |                                       | 7                                     | 3                                     |                                       | 4                                     |                                       | 8                                     | 83   |
| Украина-2   | 14                                    | 7½                                    |                                       | 8                                     | 6                                     |                                       | 8                                     | 11½                                   |                                       | 11                                    | 5                                     |                                       | 0                                     |                                       | 8                                     | 79   |
| Азербайджан | 5                                     | 7                                     |                                       | 6                                     | 11                                    |                                       | 6                                     | 10                                    |                                       | 8                                     | 0                                     |                                       | 0                                     |                                       | 11                                    | 64   |
| Латвия      | 2                                     | 6                                     |                                       | 9                                     | 9                                     |                                       | 4                                     | —                                     |                                       | —                                     | —                                     |                                       | 9                                     |                                       | 6                                     | 45   |
| Грузия      | 1                                     | 14                                    |                                       | —                                     | —                                     |                                       | —                                     | —                                     |                                       | 10                                    | 6                                     |                                       | 3                                     |                                       | 10                                    | 44   |
| Казахстан   | 0                                     | 9                                     |                                       | —                                     | 13                                    |                                       | —                                     | 13                                    |                                       | —                                     | —                                     |                                       | 0                                     |                                       | 4                                     | 39   |
| Узбекистан  | 0                                     | 6                                     |                                       | —                                     | —                                     |                                       | 5½                                    | 7½                                    |                                       | —                                     | —                                     |                                       | 0                                     |                                       | 15                                    | 34   |